# TVP1
Program Pierwszy Telewizji Polskiej (TVP1, potocznie Jedynka) – pierwszy kanał Telewizji Polskiej, polska publiczna stacja telewizyjna i zarazem najstarsza ogólnopolska stacja telewizyjna, która nadawanie rozpoczęła 25 października 1952 roku. 
Program Pierwszy jest nadawany w ramach niekodowanego (bezpłatnego w odbiorze) ogólnopolskiego trzeciego multipleksu naziemnej telewizji cyfrowej (MUX 3). Dostępny jest również we wszystkich sieciach kablowych i na satelitarnych platformach cyfrowych w związku z tzw. zasadą must carry, czyli zapisanym w ustawie o radiofonii i telewizji obowiązkiem oferowania przez każdego operatora telewizyjnego siedmiu kanałów telewizyjnych (TVP1, TVP2 i TVP3 oraz cztery kanały komercyjne – TVN, Polsat, TV4 i TV Puls). TVP1 można oglądać za darmo także w Internecie za pośrednictwem serwisów TVP VOD i TVP GO.

## Kalendarium
- 25 października 1952 o godz. 19:00 – Doświadczalna Stacja Telewizyjna Instytutu Łączności wyemitowała pierwszy program telewizyjny. Do końca tego roku nadano w sumie cztery półgodzinne programy. Ten moment uważa się za narodziny TVP1 oraz początek Telewizji Polskiej[3].
- 3 stycznia 1953 – wyemitowano pierwszy w historii program dla dzieci. Henryk Ładosz opowiedział młodym widzom bajkę Ewy Szelburg-Zarembiny o glinianym dzbanie. Zilustrował ją twórca postaci Koziołka Matołka – słynny rysownik Marian Walentynowicz[4].
- 23 stycznia 1953 – rozpoczęcie regularnej emisji programu. Początkowo odbywała się w każdy piątek od godz. 17:00. Audycja trwała do 60 minut i składała się z widowisk artystycznych, sztuk teatralnych, programów dla dzieci, czy audycji okolicznościowych, m.in. na tematy polityczne[4].
- 6 listopada 1953 – został wyemitowany pierwszy spektakl Teatru Telewizji Okno w lesie Rachmanowa i Ryssa, w reżyserii Józefa Słotwińskiego, ze studia telewizyjnego przy ul. Ratuszowej w Warszawie[3].
- 10 września 1954 – czas emisji programów zwiększono do dwóch godzin. Nadano pierwszy film fabularny. Były to Promienie śmierci w reżyserii Abrama Rooma, produkcji ZSRR[3][4].
- 1 kwietnia 1955 – rozpoczęto emisję programu telewizyjnego dwa razy w tygodniu – we wtorki i piątki[3].
- 2 listopada 1955 – rozpoczęto nadawanie programu telewizyjnego trzy razy w tygodniu – w poniedziałki, środy i piątki[3].
- 2 stycznia 1956 – rozszerzono emisję programu telewizyjnego do czterech dni w tygodniu – we poniedziałki, środy, czwartki i piątki[3].
- 6 lutego 1956 – pierwszy spektakl Teatru Sensacji „Kobra” Zatrute litery wg powieści Agathy Christie w reżyserii Adama Hanuszkiewicza[5].
- 26 marca 1956 – wyemitowano Tele-Echo – pierwszy talk-show prowadzony przez Irenę Dziedzic. Program utrzymał się na antenie do 1981 roku, a gospodyni audycji przepytała 12 tysięcy gości[3][4].
- 30 kwietnia 1956 – emisja pierwszego programu informacyjnego w historii – Wiadomości Dnia[6].
- 1 stycznia 1957 – zwiększono emisję programu telewizyjnego do 22 godzin tygodniowo[3].
- 4 września 1957 – pierwsza prognoza pogody zapowiadana przez Czesława Nowickiego znanego jako Wicherek[3][7].
- 2 października 1957 – powstał Dziennik Telewizyjny, który wkrótce stał się głównym ośrodkiem medialnej propagandy PRL-u, w 1989 roku zastąpiono go Wiadomościami[4].
- 1 września 1958 – utworzono wspólne pasmo ośrodków regionalnych w Łodzi, w Katowicach i w Warszawie[8].
- 16 października 1958 – emisja pierwszego wieczoru Kabaretu Starszych Panów Jeremiego Przybory i Jerzego Wasowskiego – jednego z najbardziej rozpoznawalnych programów rozrywkowych w historii polskiej telewizji[3].
- 5 września 1959 – premiera magazynu kulturalnego Pegaz[9].
- 3 stycznia 1961 – początek codziennej emisji programu telewizyjnego.
- 25 listopada 1962 – premiera teleturnieju Wielka gra (w latach 1975–2006 w TVP2)[10].
- 5 stycznia 1965 – premiera pierwszego polskiego serialu telewizyjnego Barbara i Jan[11].
- 23 maja 1965 – pierwsze wydanie programu Stanisława Janickiego W starym kinie istniejącego do 2000 roku, w którym prezentowano stare produkcje filmowe w tym polskie filmy międzywojenne[12][13].
- 9 września 1966 – emisja pierwszego odcinka serialu Czterej pancerni i pies[3].
- 10 października 1968 – emisja pierwszego odcinka serialu telewizyjnego Stawka większa niż życie[3].
- 17 października 1970 – emisja pierwszego programu kabaretowego Olgi Lipińskiej z cyklu Gallux Show[14].
- 17 stycznia 1971 – po raz pierwszy ukazał się program Z kamerą wśród zwierząt, prowadzony przez Hannę i Antoniego Gucwińskich[3].
- 18 marca 1971 – po kilku latach doświadczalnych programów, zaczęto nadawać raz w tygodniu (w każdy czwartek) półgodzinne programy kolorowe.
- II połowa lat 70. XX wieku – premiera weekendowego bloku programowego Tylko w niedzielę, w zamierzeniu twórców konkurencyjnego wobec Studia 2.
- 27 września 1975 – emisja pierwszego programu kabaretowego Olgi Lipińskiej z cyklu Właśnie leci kabarecik[15]
- 1976 – pierwsze realizacje widowisk Bogusława Kaczyńskiego znanych jako Operowe qui pro quo, czyli inscenizowane na wesoło, w pałacowych wnętrzach, sceny z popularnych oper i operetek. W cyklu tym wystąpiła cała plejada największych sław polskiej sceny operowej i gwiazd operetki[3].
- 8 września 1977 – premiera programu popularnonaukowego Sonda prowadzonego przez Zdzisława Kamińskiego i Andrzeja Kurka.
- 11 grudnia 1977 – emisja pierwszego programu kabaretowego Olgi Lipińskiej z cyklu Kurtyna w górę[16].
- 29 stycznia 1983 – pierwsze wydanie programu interwencyjnego Sprawa dla reportera Elżbiety Jaworowicz.
- wrzesień 1983 – pierwsza emisja programu dokumentalno-historycznego Bogusława Wołoszańskiego Sensacje XX wieku, nadawanego do 2005 roku.
- 26 czerwca 1986 o godz. 17:15 – pierwsze wydanie Teleexpressu. Pierwszym prowadzącym Teleexpress był Wojciech Mazurkiewicz. Od 1992 roku nadawany jest o 17:00[17].
- 18 listopada 1989 o godz. 19:30 – pierwsze wydanie Wiadomości, które poprowadził Wojciech Reszczyński.
- 16 kwietnia 1990 – premiera Kabaretu Olgi Lipińskiej. Ostatni program wyemitowano w 2005 roku[18].
- 31 sierpnia 1992 – premiera magazyn śniadaniowego Kawa czy herbata? nadawanego do 2013 roku[19].
- 24 grudnia 1992 – po raz pierwszy wyemitowano charytatywny blok reklamowy, zwany Reklama dzieciom. Do 2012 roku nadawano go w Wigilię Bożego Narodzenia. Emitowany był w latach 1992–2003 przed Wieczorynką, a w latach 2004–2012 przed głównym wydaniem Wiadomości. Od 2013 roku akcja ta jest prowadzona 25 grudnia, po Wiadomościach[20][21].
- 1993 – początek emisji logo na ekranie[22][23][24].
- 3 lipca 1994 – premiera programu rozrywkowego Śmiechu warte emitowanego do 2009 roku[25]
- 5 września 1994 – premiera opery mydlanej Moda na sukces emitowanej do 2014 roku[26]
- 1 stycznia 1995 – TVP1 przeszedł z systemu nadawania kolorów SECAM na PAL[27].
- 9 listopada 1995 – premiera serialu kryminalnego Ekstradycja emitowanego w kilku seriach do 1999 roku[28].
- styczeń 1997 – wraz z TVP2 zaczyna nadawać dźwięk stereo w systemie NICAM[29][30].
- 15 czerwca 1997 – uruchomienie osobnej Telegazety TVP1 (dotychczas Jedynka i Dwójka nadawały tę samą wersję teletekstu)[31].
- 4 września 1997 – premiera teleturnieju Jaka to melodia?[32].
- 22 września 1997 – premiera telenoweli Klan[33].
- 5 października 2000 – premiera telenoweli Plebania emitowanej do 2012 roku[34].
- 7 marca 2003 – zmiana logo i oprawy graficznej tak jak w pozostałych programach Telewizji Polskiej[35].
- 5 marca 2006 – premiera serialu komediowego Ranczo emitowanego do 2016 roku[36].
- 11 listopada 2008 – premiera serialu kryminalnego Ojciec Mateusz, regularnie emitowany od 7 grudnia 2008 roku[37].
- 18 listopada 2009 – testowe nadawanie programu w formacie panoramicznym 16:9[38].
- 27 października 2010 – regularna emisja TVP1 i TVP2 w jakości SD w trzecim multipleksie naziemnej telewizji cyfrowej[39]
- 10 stycznia 2011 – testowa emisja TVP1 systemie HD w rozdzielczości 1080i na platformie cyfrowej „n”[40]
- 14 lutego 2011 – Wiadomości i Teleexpress nadawane są regularnie w formacie panoramicznym 16:9[41].
- 14 grudnia 2011 – regularna emisja TVP1 i TVP2 w jakości SD w pierwszym multipleksie naziemnej telewizji cyfrowej[42].
- 3 marca 2012 – premiera serialu kryminalnego Komisarz Alex[43].
- 1 czerwca 2012 – rozpoczęcie regularnej, oficjalnej emisji TVP1 w standardzie HD pod nazwą TVP1 HD[44]
- 30 sierpnia 2013 – ostatnia Wieczorynka. Ostatnim serialem animowanym pokazanym podczas niej była Świnka Peppa[45].
- 28 kwietnia 2014 – TVP1 w wersji SD ustąpił miejsca Fokus TV w MUX1[46].
- 7 kwietnia 2017 – TVP1 w wersji SD przestał być nadawany na satelicie Hot Bird (13° E)[47][48].
- 2 marca 2018 – premiera telenoweli Leśniczówka[49]
- 3 marca 2019 – premiera serialu obyczajowego Stulecie Winnych[50]
- 3 września 2021 – 28 sierpnia 2023[51] – zmiana logo i oprawy graficznej. Mimo tego pozostało dotychczasowe logo ekranowe, również na stronie internetowej[52].
- 14 lutego 2022 – TVP1 można oglądać bezpłatnie dzięki aplikacji TVP GO dostępnej na systemach iOS i Android[53].
- 25 lipca 2022 – 18 listopada 2022 – w tym okresie Jedynka była dostępna na testowym multipleksie TVP w standardzie DVB-T2/HEVC[54][55].
- 1 czerwca 2023 – TVP1 można oglądać bezpłatnie w serwisie internetowym i aplikacji TVP VOD[56][57].
- 20 grudnia 2023 – pierwszy raz od 1989 roku, flagowe informacyjne programy TVP1 - Teleexpress i Wiadomości nie zostały wyemitowane.
- 21 grudnia 2023 – pierwsze wydanie flagowego programu informacyjnego Telewizji Polskiej 19.30, który zastąpił Wiadomości.

## Ramówka
Choć profil kanału obecnie jest niejednoznaczny, to jednak od początku przewodzi w nim charakter misyjny i informacyjno-publicystyczny. Od lat sześćdziesiątych kanał specjalizował się również w kulturze i rozrywce (to właśnie tu swoją premierę miała m.in. Wielka gra). Jeszcze na początku obecnego stulecia (i przez kilka kolejnych lat) stacja była niemal na równi z Dwójką w dziedzinie produkcji programów kulturalno-rozrywkowych i teleturniejów, obecnie ten podział jest płynny. TVP1  obecnie pokazuje także m.in.: programy rozrywkowe, seriale, koncerty, transmisje z uroczystości państwowych, msze święte, Anioł Pański, programy religijne, cykle dokumentalne czy programy rolnicze (m.in. Tydzień i Agrobiznes). 

### Programy własne (stan na zimę 2025)

#### Programy informacyjne
- 19.30 (od 21 grudnia 2023 roku)
- Teleexpress (od 1986 roku)

#### Programy publicystyczne i interwencyjne
- Sprawa dla reportera (od 1983 roku)
- Reporterzy (od 2024 roku)
- Raport specjalny (od 2024 roku) – cykl reportersko-śledczy Bianki Mikołajewskiej[58]
- Daję słowo. Maciej Orłoś (od 2024 roku) – talk-show Macieja Orłosia[59]

#### Programy rolnicze[60]
- Agrobiznes (od 5 września 1994)
- Agropogoda (od 2019)
- Tydzień (od września 1981)
- To się opłaca

#### Telenowele i seriale paradokumentalne
- Klan (od 1997 roku)

#### Seriale
- Ojciec Mateusz (od 2008 roku)
- Komisarz Alex (od 2012 roku)
- Królowie (od 2024 roku)[61]

#### Teleturnieje
- Jaka to melodia? (od 1997 roku)
- Gra słów. Krzyżówka (od 2019 roku)
- Wielki Test (od 2008 roku)

#### Reality show
- Rolnik szuka żony (od 2014 roku)
- Sanatorium miłości (od 2019 roku)
- Żona dla Polaka (od 2025 roku)[62]

#### Programy kulinarne
- Okrasa łamie przepisy (od 2012 roku)[63]

#### Programy religijne
- Między Ziemią a Niebem (od 2004 roku)
- Agape Blisko Ciebie (od 2018 roku) – magazyn prezentujący religijną aktywność Kościoła oraz środowisk z nim związanych w całej Polsce. Program powstaje przy współpracy dziennikarzy oddziałów regionalnych pod opieką merytoryczną Redakcji Katolickiej TVP. Prezentuje on bieżące wydarzenia i inicjatywy religijne[64][65].
- Studio Raban (od 2017 roku) – program skierowany do młodych katolików, podejmujący tematy m.in. relacji, pracy czy rozwoju osobistego[66].
- Balans bieli (od 2023 roku) – program publicystyczny w którym eksperci analizują wydarzenia minionego tygodnia z kraju i ze świata pod kątem chrześcijańskiego systemu wartości. Każdy odcinek składa się z dwóch części. W pierwszej poruszany jest temat bieżący, zaś w drugiej – zagadnienie cywilizacyjne, bliskie ludziom wierzącym, lecz pomijane w codziennym dyskursie medialnym[67].

#### Pasma dokumentalne
- Świat bez fikcji
- Historia bez tajemnic
- Fascynujący świat
- BBC w Jedynce
- Natura w Jedynce

#### Pasma filmowe
- Hit na sobotę
- Zakochana Jedynka
- Gwiazdy w południe

#### Pozostałe
- Teatr Telewizji

Opracowano na podstawie materiałów źródłowych

### Organizacja imprez masowych
Na antenie TVP1 można obejrzeć m.in. Krajowy Festiwal Piosenki Polskiej w Opolu, Konkurs Piosenki Eurowizji, Konkurs Piosenki Eurowizji Junior, a do 31 sierpnia 2004 roku także Sopot Festival. Przez wiele lat na antenie pojawiały się także relacje z Lidzbarskich Wieczorów Humoru i Satyry.

### Transmisje sportowe
TVP1 transmituje m.in.
- mecze reprezentacji Polski w piłce nożnej
- mecze ekstraklasy w piłce nożnej,
- mecze eliminacyjne polskich drużyn do Ligi Mistrzów UEFA,
- mecze Ligi Mistrzów UEFA,
- Puchar Świata w skokach narciarskich (do 2021 roku[71]), skoki narciarskie w ramach Mistrzostw Świata w narciarstwie klasycznym (z udziałem polskich skoczków), a także konkursy Letniej Grand Prix w Polsce,
- wyścig kolarski Tour de Pologne,
- Mistrzostwa Świata i Europy w lekkoatletyce
- relacje z igrzysk olimpijskich.
- mecze reprezentacji Polski w siatkówce (Liga Narodów, Mistrzostwa Europy i Mistrzostwa Świata)

## Logo
Pierwsze oznaczenia nie były używane stale w trakcie programu. Używano ich tylko podczas pauz, identów i programów dnia. Dopiero pod koniec 1992 roku stacja rozpoczęła testowe nadawanie programu z logiem na wizji. W czasie testów zmieniano jego wielkość, szerokość, dodawano bądź odejmowano czarną obwódkę lub cień. Regularną emisję programu z logiem na wizji znanym w wersji nadawanej do 6 marca 2003 roku tj. szerokie w prawym górnym rogu ekranu stacja zaczęła w połowie (prawdopodobnie w czerwcu) 1993 roku. Pierwotnie logo nie było emitowane w czasie trwania programów informacyjnych, natomiast później przez pewien czas emitowano je w lewym górnym rogu.
| Okres obowiązywania                                   | Opis | Ilustracja |
| ----------------------------------------------------- | --- | ---------- |
| 2 października 1970 – ok. 1975                        | Czarny napis TVP oraz ogromna, czarna cyfra 1 na białym tle. |            |
| ok. 1975–1976                                         | Na beżowym tle czerwony napis TELEWIZJA POLSKA znajdujący się na górze, na dole wielka czerwona cyfra 1 przy której po lewej stronie napisany na ukos czerwony napis PROGRAM. |            |
| ok. 1976–1985                                         | Charakterystyczne logo TP (Telewizji Polskiej) – litery T i P były połączone w naturalny sposób w biało-czerwonym kolorze na czarnym tle z białymi napisami (górny: Telewizja Polska; dolny: Program 1). Zaprojektowane zostało przez Romana Duszka. |            |
| ok. 1985–1987                                         | Ligatura złożona z liter „t” i „p” z dołączoną do niej cyfrą 1 w dolnej części. |            |
| ok. 1987–1990                                         | Trzy-członowe, białe logo układające się w napis „tp” („p” ma dwa człony, przy czym pierwszy z nich jest cyfrą „1”). |            |
| 1990 – 1 lub 2 marca 1992                             | Przestrzenne litery „T” i „P”, pomiędzy nimi kolorowa cyfra 1. |            |
| 1 lub 2 marca 1992 – 6 marca 2003                     | Litery „T”, „V”, „P” w kwadratowych ramkach i w kwadracie charakterystyczna cyfra „1”. Logo zaprojektował w 1991 roku Andrzej Budek. |            |
| od 7 marca 2003                                       | Logo TVP, obok cyfra 1 na błękitnym tle. Występuje również w odwrotnej wersji kolorystycznej, a najczęściej można je zauważyć w programach dnia dla prasy, przy patronatach medialnych oraz w oprawie graficznej od 28 sierpnia 2023. Od 3 września 2021 roku do godziny ok. 5:10 dnia 28 sierpnia 2023 roku logo nie było obecne w oprawie graficznej, ale również w tym czasie służyło jako ekranowe oraz wykorzystywano je na stronach internetowych. |            |
| 3 września 2021 – 28 sierpnia 2023 (tylko w identach) | Logo zostało ograniczone do białego napisu TVP1 na ciemnoniebieskim tle. Wprowadzenie nowego logotypu nie wiązało się jednak ze zmianą logotypu widocznego w prawym górnym rogu w trakcie nadawania audycji czy identyfikacji na stronach internetowych, a jedynie w oprawie graficznej materiałów autopromocyjnych, identów i każdej z form reklamy. |            |

### Okolicznościowe logotypy ekranowe
| Okoliczność              | Opis                         | Ilustracja |
| ------------------------ | ---------------------------- | ---------- |
| Podczas żałoby narodowej | Logo zmienia kolor na czarny |            |

## Dyrektorzy
W latach 1983–2018 Telewizyjna Jedynka była samodzielną jednostką w strukturach Telewizji Polskiej, którą zarządzał dyrektor, który od 1983 roku był powoływany przez prezesa Radiokomitetu, a od 1994 roku do dziś jest przez zarząd spółki TVP SA. Ten stan rzeczy zmienił się w marcu 2018 roku w ramach rozpoczętej reorganizacji struktur TVP SA, co spowodowało likwidację dyrekcji poszczególnych anten Telewizji Polskiej, w tym TVP1, natomiast w ich miejsce powołano Biuro Programowe, które odpowiada za ramówkę i budżet wszystkich anten telewizji publicznej. Pierwszą dyrektorką programową została Agnieszka Dejneka, która pełniła funkcję od kwietnia 2018 roku do września 2021 roku.
| okres pełnienia funkcji                                                 | okres pełnienia funkcji                                 | imię i nazwisko                                         | uwagi                                                      |
| od                                                                      | do                                                      | imię i nazwisko                                         | uwagi                                                      |
| Dyrektorzy TVP1 jako samodzielnej jednostki (1983-2018)                 | Dyrektorzy TVP1 jako samodzielnej jednostki (1983-2018) | Dyrektorzy TVP1 jako samodzielnej jednostki (1983-2018) | Dyrektorzy TVP1 jako samodzielnej jednostki (1983-2018)    |
| ----------------------------------------------------------------------- | ------------------------------------------------------- | ------------------------------------------------------- | ---------------------------------------------------------- |
| sierpień 1987                                                           | lipiec 1990                                             | Andrzej Turski                                          | –                                                          |
| lipiec 1990                                                             | 7 lutego 1991                                           | Maciej Strzembosz                                       | –                                                          |
| 7 lutego 1991                                                           | 18 lutego 1991                                          | Piotr Radziszewski (p.o.)                               | –                                                          |
| 19 lutego 1991                                                          | 16 listopada 1991                                       | Stefan Truszczyński                                     | –                                                          |
| 17 listopada 1991                                                       | 4 grudnia 1991                                          | Aleksandra Frykowska (p.o.)                             | –                                                          |
| 5 grudnia 1991                                                          | 1 lipca 1992                                            | Jarosław Gugała                                         | –                                                          |
| 1 lipca 1992                                                            | 29 grudnia 1992                                         | Leszek Wasiuta (p.o.)                                   | –                                                          |
| 29 grudnia 1992                                                         | 17 lutego 1994                                          | Aleksandra Frykowska                                    | –                                                          |
| 18 lutego 1994                                                          | 31 marca 1996                                           | Maciej Pawlicki                                         | –                                                          |
| 1 kwietnia 1996                                                         | 30 sierpnia 1996                                        | Tomasz Siemoniak                                        | –                                                          |
| 30 sierpnia 1996                                                        | 10 października 1996                                    | Dorota Reczek (p.o.)                                    | –                                                          |
| 11 października 1996                                                    | 5 maja 1998                                             | Stanisław Nowak                                         | –                                                          |
| 6 maja 1998                                                             | 8 lipca 2004                                            | Sławomir Zieliński                                      | –                                                          |
| 9 lipca 2004                                                            | 31 maja 2006                                            | Maciej Grzywaczewski                                    | zawieszony 28 kwietnia 2006 za wypowiedź o Kamilu Durczoku |
| 31 maja 2006                                                            | 4 marca 2008                                            | Małgorzata Raczyńska-Weinsberg                          | od września 2006 do marca 2007 na zwolnieniu lekarskim     |
| 26 września 2006                                                        | 4 marca 2007                                            | Maciej Wojciechowski (p.o.)                             | –                                                          |
| 12 marca 2008                                                           | 5 stycznia 2009                                         | Dorota Macieja                                          | –                                                          |
| 5 stycznia 2009                                                         | 20 lipca 2009                                           | Elżbieta Szumska (p.o.)                                 | –                                                          |
| 20 lipca 2009                                                           | 9 października 2009                                     | Iwona Schymalla                                         | –                                                          |
| 9 października 2009                                                     | 10 maja 2010                                            | Wojciech Hoflik                                         | –                                                          |
| 10 maja 2010                                                            | 12 października 2010                                    | Witold Gadowski                                         | –                                                          |
| 12 października 2010                                                    | 18 listopada 2011                                       | Iwona Schymalla                                         | –                                                          |
| 18 listopada 2011                                                       | 21 grudnia 2011                                         | Andrzej Godlewski (p.o.)                                | –                                                          |
| 21 grudnia 2011                                                         | 31 grudnia 2015                                         | Piotr Radziszewski                                      | –                                                          |
| 8 stycznia 2016                                                         | 15 lipca 2016                                           | Jan Pawlicki                                            | –                                                          |
| 15 lipca 2016                                                           | 30 czerwca 2017                                         | Krzysztof Karwowski                                     | –                                                          |
| 30 czerwca 2017                                                         | 1 marca 2018                                            | Mateusz Matyszkowicz (p.o.)                             | –                                                          |
| Dyrektorzy zarządzający TVP1 w ramach Biura Programowego (od 2018 roku) |                                                         |                                                         |                                                            |
| kwiecień 2018                                                           | 1 września 2021                                         | Agnieszka Dejneka                                       | –                                                          |
| 1 września 2021                                                         | 18 listopada 2022                                       | Krystian Kuczkowski                                     | –                                                          |
| 18 listopada 2022                                                       | 22 grudnia 2023                                         | Aneta Woźniak                                           | –                                                          |
| 22 grudnia 2023                                                         |                                                         | Sławomir Zieliński                                      | –                                                          |

## TVP1 HD
10 stycznia 2011 roku, na platformie cyfrowej „n”, pod nazwą TVP1 HD rozpoczęto nieoficjalną, testową emisję kanału TVP1 systemie HD w rozdzielczości 1080i. 17 kwietnia 2012 roku rozpoczęło się wewnętrzne testowanie systemów emisyjnych kanału.
31 maja 2012 roku oficjalnie rozpoczęto regularną emisję kanału TVP1 HD w ramach pierwszego multipleksu naziemnej telewizji cyfrowej. Tego samego dnia rozpoczęto także regularny przekaz satelitarny. 1 czerwca 2012 roku, program TVP1 HD stał się dostępny w sieciach telewizji kablowych. 15 lutego 2014 roku program TVP1 HD został przeniesiony do trzeciego multipleksu naziemnej telewizji cyfrowej. Ramówka TVP1 HD nie różni się od tej w TVP1.

### Logo TVP1 HD
| Okres obowiązywania             | Opis | Ilustracja |
| ------------------------------- | --- | ---------- |
| 10 stycznia 2011 – 31 maja 2012 | Logo TVP1 a obok dwa czerwone prostokąty z literami „H” i „D”. Logo było używane tylko w reklamach, oraz w dekoderach telewizji n, TVP nigdy nie stosowała takiego logo na swoim kanale publicznym i na stronie internetowej. |            |
| od 31 maja 2012 do dziś         | Niebieskie, prostokątne pole zostało wydłużone w poziomie, w prawą stronę. Po prawej stronie cyfry „1” w niebieskim, gradientowym polu, pojawiły się dwa białe prostokąty z niebieskimi literami „HD” w indeksie górnym. Logo służy jako ekranowe oraz wykorzystywane jest na stronach internetowych i nie jest obecne w oprawie graficznej. |            |

## Lektorzy

### Obecnie
- Łukasz Nowicki
- Marcin Sanakiewicz

### Dawniej
- Robert Czebotar (1999–2000)
- Jerzy Jakubowski
- Marek Gajewski
- Marek Bocianiak (1992–1993)
- Piotr Borowiec (grudzień 1998)
- Daniel Kondraciuk (2001–2011)
- Wojciech Okołowicz (1993-95; nieregularnie)
- Ryszard Radwański (grudzień 1996)
- Ryszard Rembiszewski (całe lata 90.)